# Regina Askia-Williams
Regina Askia-Williams (tên khai sinh Imaobong Regina Askia Usoro, Lagos, 1967) là một chuyên gia y tá gia đình, nhà hoạt động giáo dục và y tế, nhà sản xuất truyền hình, nhà văn và diễn giả, nữ diễn viên và người mẫu người Mỹ gốc Nigeria (FNP).
Năm 1988, Askia-Williams - một cựu sinh viên y khoa đã chuyển từ Đại học Calabar đến Đại học Lagos - được trao vương miện Hoa hậu Unilag. Cùng năm đó, bà tham gia cuộc thi MBGN 1988. Mặc dù bà là thí sinh yêu thích của công chúng cũng như Hoa hậu Liên Châu lục, Joan Maynard, bà kết thúc cuộc thi với vị trí thứ hai. Tuy nhiên, bà trở thành người đoạt vương miện của cuộc thi sau khi người chiến thắng Bianca Onoh từ nhiệm. Năm 1990, Askia-Williams đại diện cho Nigeria tham gia cuộc thu Miss Charm International tổ chức tại Leningrad, Nga và đứng thứ hai. Bà cũng làm nên lịch sử bằng cách trở thành người Nigeria đầu tiên tham gia cuộc thi Hoa hậu Quốc tế được tổ chức tại Nhật Bản, nơi bà thực hiện một tác động với trang phục truyền thống nổi bật nhất.
Sau khi được công nhận ở Nigeria với vai trò một người chiến thắng cuộc thi sắc đẹp, Askia-Williams bắt đầu sự nghiệp người mẫu. Là một người mẫu, Askia-Williams xuất hiện trong một số quảng cáo truyền hình và ấn phẩm của Nigeria bao gồm Kessingsheen Hair Care, chuỗi cửa hàng sưu tầm và nổi tiếng nhất là Visine.